# Prince Hoare (le jeune)
Pour l’article homonyme, voir Prince Hoare.
Prince Hoare, né en 1755 – mort le 22 décembre 1834, est un peintre et dramaturge anglais. « Prince » est un prénom et non un titre royal.

## Biographie
Né à Bath dans le comté de Somerset, Prince Hoare est le fils du peintre William Hoare. Il tient son nom du frère du peintre qui est sculpteur. Prince étudie l'art dès son jeune âge et devient aussi peintre. Il se fait connaître par ses portraits et scènes historiques.
Dans la seconde partie de sa vie, Hoare écrit vingt pièces de théâtre. Il écrit également les Mémoires de Granville Sharp (1820), fondées sur les manuscrits de l'abolitionniste, de documents familiaux et de matériel de l'« African Institution » à Londres.